# Montreuil-sur-Thérain
Montreuil-sur-Thérain è un comune francese di 236 abitanti situato nel dipartimento dell'Oise della regione dell'Alta Francia.

## Società

### Evoluzione demografica
Abitanti censiti